# Cremastocheilus planipes
Cremastocheilus planipes är en skalbaggsart som beskrevs av Horn 1885. Cremastocheilus planipes ingår i släktet Cremastocheilus och familjen Cetoniidae. Inga underarter finns listade i Catalogue of Life.